# Саид Ауита
Саид Ауита (арап. سعيد عويطة; Кенитра, 2. новембар 1959.) некадашњи је марокански атлетичар, једини тркач у историји који је освојио олимпијске медаље на тркама на 800 и 5.000 метара. Победио је на 5.000 метара на Олимпијским играма 1984. и Светском првенству 1987. као и на 3.000 метара на Светском првенству у дворани 1989. Бивши је светски рекордер на 1.500 метара (3:29,46), 2.000 м (4:50,81), 3.000 м (7:29,45), и два пута на 5.000 м (13:00,40 и 12:58,39). Данас живи у Орланду на Флориди.

## Одрастање
Саид Ауита је рођен у Кенитри, приморском мароканском граду. Девет година касније, преселио се са породицом у Фес због природе посла његовог оца. Као дете проводио је већину свог времена играјући фудбал и желео је да буде велики фудбалер. Међутим, његов изванредан таленат за трчање натерао је његове тренере да га преоријентишу на атлетику.

## Тркачка каријера
Ауита је на Светском првенству 1983. завршио као трећи у финалу на 1.500 м. 1984. Ауита је победио на 5.000 м на Олимпијским играма 1984.
1985. била је рекордна година за Ауиту. Истрчао је два светска рекорда: прво на 5.000 м (13:00,40) у Ослу 27. јула, затим на 1.500 м (3:29,46) 23. августа. 1986. је пропустио да постави светски рекорд на 3.000 м за 0,44 секунде.
Ауита је у Паризу 1987. срушио светски рекорд у трци на 2.000 м са временом 4:50,81. Само шест дана касније, оборио је сопствени светски рекорд на 5.000 м, поставши први човек који је пробио границу од 13 минута (2:58,39). На Светском првенству 1987. Ауита је у финалу на 5.000 м победио са резултатом 13:26,44.
На Олимпијским играма 1988. покушао је да трчи на 800 и 1.500 метара. Због повреде тетиве је завршио трећи на 800 м, па се након пласмана у полуфинале, повукао из финала на 1.500 м. Упркос томе, његова бронзана медаља на 800 м га је учинила јединим тркачем у историји који је комбиновао медаље на 800 м и 5.000 м.
Ауита је победио на 3.000 м на Светском првенству у дворани 1989. у Будимпешти. Касније те године оборио је светски рекорд на истој удаљености у Келну у Немачкој са временом 7:29.45 и тако је постао први човек у историји који је пробио границу од 7:30 у трци на 3.000 метара.

Ауита је био свестрани тркач на средње и дуге стазе. Тркао се и победио олимпијске шампионе Жоакима Круза (800 м), Питера Рона (1.500 м), Џона Нгугија (5.000 м) и Алберта Кове (10.000 м). Између септембра 1983. и септембра 1990. победио је у 115 од својих 119 трка. Порази су били од светског шампиона Стива Крама на 1.500 м, освајача олимпијске бронзане медаље Алесандра Ламбрускинија на 3.000 м стиплчез, олимпијских шампиона Жоакима Круза и Пола Еренга на 800 м и светског шампиона Јобеса Ондиекија на 5.000 м.
Почетком деведесетих, Ауита је подвргнут операцији ноге, након чега су му лекари саветовали да због свог здравља прекине такмичарску каријеру. После низа неуспеха у низу трка одлучио је да се повуче из атлетике.
Био је три пута победник финала Велике награде ИААФ (800 м, 1500 м и 5000 м). Награђен је 1986. наградом Џеси Овенс за достигнућа у атлетици. Једини човек у историји који је трчао 800 м испод 1:44, 1.500 м испод 3:30, 3.000 м испод 7:30 и 5.000 м испод 13:00. Најбржи воз у Мароку назван је по Саиду Ауити.

## Приватно
Саид Ауита се оженио Кадија Скир 1983. Заједно имају четворо дјеце: једног сина Адила и три кћери; Сукаину, Сару и Зину. Двема најстаријеим ћеркама, Сукаини и Сари, име је лично дао краљ Марока Хасан Други. Ауитина супруга Кадија има црни појас 3. степена у теквондоу. Ауитине две најстарије ћерке су обе у области медицине, његов син Адил је филмски редитељ и продуцент, а његова најмлађа ћерка, Зина, бави се певањем и писањем песама. Саид се развео од супруге после 37 година брака.
Након завршетка своје такмичарске каријере, Ауита је радио са различитим успехом као консултант за бројне спортске институције, као технички национални менаџер у Мароку и национални тренер за трчање на дуге стазе у Аустралији. Ауита ради као аналитичар за Ал Џезира Спортс канал. Ауита такође води своју компанију за спортску одећу коју је основао 2009.

### Образовање
Ауита је дипломирао менаџмент и магистрирао пословну администрацију. Докторирао је Спортски менаџмент и лидерство.

## Међународна такмичења
| Представљајући Мароко | Представљајући Мароко       | Представљајући Мароко | Представљајући Мароко | Представљајући Мароко |
| Година                | Такмичење                   | Место                 | Дисциплина            | Пласман               |
| --------------------- | --------------------------- | --------------------- | --------------------- | --------------------- |
| 1980                  | Игре исламске солидарности  | Измир, Турска         | 800 м                 | 1.                    |
| 1980                  | Игре исламске солидарности  | Измир, Турска         | 1.500 м               | 1.                    |
| 1981                  | Универзијада                | Букурешт, Румунија    | 1.500 м               | 1.                    |
| 1982                  | Првенство Африке            | Каиро, Египат         | 800 м                 | 3.                    |
| 1982                  | Првенство Африке            | Каиро, Египат         | 1.500 м               | 2.                    |
| 1983                  | Медитеранске игре           | Казабланка, Мароко    | 800 м                 | 1.                    |
| 1983                  | Медитеранске игре           | Казабланка, Мароко    | 1.500 м               | 1.                    |
| 1983                  | Светско првенство           | Хелсинки, Финска      | 1.500 м               | 3.                    |
| 1984                  | Олимпијске игре             | Лос Анђелес, САД      | 5.000 м ОР            | 1.                    |
| 1984                  | Првенство Африке            | Рабат, Мароко         | 1.500 м               | 1.                    |
| 1985                  | Арапске игре                | Казабланка, Мароко    | 1.500 м               | 1.                    |
| 1987                  | Медитеранске игре           | Латакија, Сирија      | 1.500 м               | 1.                    |
| 1987                  | Медитеранске игре           | Латакија, Сирија      | 5.000 м               | 1.                    |
| 1987                  | Медитеранске игре           | Латакија, Сирија      | 3.000 м стипл         | 2.                    |
| 1987                  | Светско првенство           | Рим, Италија          | 5.000 м               | 1.                    |
| 1988                  | Олимпијске игре             | Сеул, Јужна Кореја    | 800 м                 | 3.                    |
| 1989                  | Светско првенство у дворани | Будимпешта, Мађарска  | 3.000 м               | 1.                    |
| 1989                  | Франкофонске игре           | Казабланка, Мароко    | 5.000 м               | 1.                    |
| 1989                  | Континентални куп           | Барселона, Шпанија    | 5.000 м               | 1.                    |
| 1991                  | Светско првенство           | Токио, Јапан          | 1.500 м               | 11.                   |

### Светски рекорди Саида Ауите
- 1.500 метара – 3:29,46 мин, Берлин, 23. август 1985.
- 2.000 метара – 4:50,81 мин, Париз, 16. јул 1987.
- 3.000 метара – 7:29,45 мин, Келн, 20. август 1989.
- Две миље –– 8:13,45 мин, Торино, 28. мај 1987.
- 5.000 метара – 13:00,40 мин, Осло, 22. јул 1985.
- 5.000 метара – 12:58,39 мин, Рим, 27. јул 1987.